# Марипоса (окръг)
Марипоса (на английски: Mariposa, в превод от испански „Пеперуда“) е окръг в Калифорния. Окръжният му център е Марипоса. Намира се в Централна Калифорния, на западния склон на Сиера Невада, северно от Фресно и югоизточно от Стоктън. На север граничи с окръг Туолъми, на югоизток — с Мадера, на югозапад — с Мърсед. Около половината земя на окръга е обществена собственост и е заета от националния парк Йосемити, Бюрото за управление на земите и националните гори Сиера и Станислос.
Източната част на окръга е централната част на националния парк Йосемити. В окръг Марипоса няма регистрирани градове, но три общности са обозначени като преброителни селища за статистически цели.

## История
Марипоса е един от първоначалните окръзи в Калифорния, създадени при основаването на щата през 1850 г. Той е един от най-големите първоначални окръзи на щата, но територии, които някога са били част от Марипоса, сега са в дванадесет други окръга: Фресно, Иньо, Кърн, Кингс, Лос Анджелис, Мадера, Мърсед, Моно, Сан Бенито, Сан Бернардино, Сан Луис Обиспо и Тулери. Поради това окръгът Марипоса е известен като „окръг-майка“. Част от неговата територия е дадена на Тулери през 1852 г., на Мърсед през 1855 г., на Фресно през 1856 г., и на Моно през 1861 г.
Градът взема името си от рекичката Марипоса Крийк. Районът е кръстен така от испански пътешественици през 1807 г., след като те откриват големи рояци пеперуди (на испански: mariposas) в полите на Сиерите. Някои твърдят, че пеперудите всъщност били цветя.

## География
Според Бюрото за преброяване на населението на САЩ площта на окръга е 3789 км2. 3758 км2 от тях са земя и 30 км2 (0,80%) – вода.

## Население
Към 2000 г. населението на окръг Марипоса е било 17 130 души.

## Населени места
- Беър Вали
- Бутджак
- Бък Медоус
- Грийли Хил
- Джърсидейл
- Дон Педро
- Ел Портал
- Лъш Медоус
- Марипоса (окръжен център)
- Мидпайнс
- Йосемити Вали
- Катис Вали
- Уауона
- Хорнитос
- Фореста

## Климат
Климатът варира от топли и сухи лета с меки зими в полите до меки лета и снежни зими в по-високите части на Сиера Невада.